# Eleição municipal de Macaé em 2020
A eleição municipal da cidade brasileira de Macaé em 2020 ocorreu no dia 15 de novembro de 2020, como parte do conjunto de eleições municipais no Brasil que ocorreram no mesmo ano. Na ocasião, foram eleitos um prefeito, vice-prefeito e 17 vereadores para a Câmara Municipal da cidade.
A campanha eleitoral contou com a participação de 11 candidatos a prefeito. O prefeito em exercício, Dr. Aluízio, do MDB, não pôde se candidatar para uma nova reeleição devido ao limite estabelecido na Constituição Brasileira de no máximo dois mandatos executivos consecutivos por pessoa. O primeiro turno foi realizado em 15 de novembro de 2020. Welberth Rezende, candidato pelo Cidadania, foi eleito com 26.060 votos (30,87% dos votos válidos), seguido de Robson Oliveira, do PTB, que obteve 24.208 votos (28,67%).
Na Câmara dos Vereadores, 444 candidatos concorreram ao pleito e 17 foram eleitos. Dentre os vereadores eleitos, 5 foram reeleitos. Os partidos que conquistaram o maior número de assentos foram PROS, Cidadania, PODE, PDT e Patriota, com 2 assentos cada. Cesinha Com Todo Gás foi o candidato mais votado, recebendo 2.856 votos (2,67% dos votos válidos). Os candidatos eleitos tomaram posse na Prefeitura de Macaé em 1 de janeiro de 2021 para exercerem um mandato de quatro anos.

## Pandemia de COVID-19
As eleições municipais de 2020 foram marcadas pela pandemia de COVID-19 no Brasil. O Tribunal Superior Eleitoral (TSE) autorizou os partidos a realizarem as convenções para escolha de candidatos aos escrutínios por meio de plataformas digitais de transmissão, para evitar aglomerações que possam proliferar o coronavírus. Originalmente, as eleições ocorreriam em 4 de outubro (primeiro turno) e 25 de outubro (segundo turno, caso necessário), porém, com o agravamento da pandemia de COVID-19, as datas foram modificadas pelo Congresso Nacional para 15 de novembro e 29 de novembro.

## Candidatos à prefeitura
| Nº      | Prefeito(a)  | Prefeito(a)      | Prefeito(a)   | Prefeito(a)                                                                 | Vice-prefeito(a) | Vice-prefeito(a) | Vice-prefeito(a)   | Vice-prefeito(a) | Vice-prefeito(a)                  | Coligação Partido(s)                                    |
| Nº      | Candidato(a) | Candidato(a)     | Partido       | Cargos relevantes                                                           | Candidato(a)     | Candidato(a)     | Candidato(a)       | Partido          | Cargos relevantes                 | Coligação Partido(s)                                    |
| ------- | ------------ | ---------------- | ------------- | --------------------------------------------------------------------------- | ---------------- | ---------------- | ------------------ | ---------------- | --------------------------------- | ------------------------------------------------------- |
| 10      |              | André Longobardi | Republicanos  | - Engenheiro                                                                |                  |                  | Pérola Negra       | Republicanos     | - Outros                          | Sem coligação                                           |
| 13      |              | Igor             | PT            | - Advogado                                                                  |                  |                  | Livia Sá           | PT               | - Agente De Saúde E Sanitarista   | Vai Ser Diferente PT Avante                             |
| 14      |              | Robson Oliveira  | PTB           | - Locutor, Comentarista de Rádio e Televisão e Radialista                   |                  |                  | Renatinha do Vôlei | PSL              | - Outros                          | Para Cuidar de Macaé PTB PSL MDB                        |
| 16      |              | Sabrina Luz      | PSTU          | - Professor De Ensino Fundamental                                           |                  |                  | Gleidson Rocha     | PSTU             | - Professor de Ensino Fundamental | Sem coligação                                           |
| 23      |              | Welberth Rezende | Cidadania     | - Deputado estadual do Rio de Janeiro (2019–2020)                           |                  |                  | Chapeta            | PSDB             | - Comerciante                     | Macaé Para Todos Cidadania REDE PODE PROS PV PSDB PCdoB |
| 25      |              | Silvinho Lopes   | DEM           | - Engenheiro                                                                |                  |                  | Merrel             | PL               | - Empresário                      | Macaé Forte Outra Vez DEM Patriota PSD PP PL            |
| 28      |              | Ricardo Bichão   | PRTB          | - Empresário                                                                |                  |                  | Doutor Carlão      | PRTB             | - Servidor Público Municipal      | Sem coligação                                           |
| 29      |              | Jonas Vicente    | PCO           | - Técnico em Contabilidade, Estatística, Economia Doméstica e Administração |                  |                  | Wesle Muniz        | PCO              | - Motoboy                         | Sem coligação                                           |
| 35      |              | Índio            | PMB           | - Músico                                                                    |                  |                  | Luzia Carvalho     | PMB              | - Psicólogo                       | Sem coligação                                           |
| 77      |              | Maxwell Vaz      | Solidariedade | - Aposentado (exceto Servidor Público)                                      |                  |                  | Subtenente Ronaldo | Solidariedade    | - Bombeiro Militar                | Sem coligação                                           |
| Fontes: |              |                  |               |                                                                             |                  |                  |                    |                  |                                   |                                                         |

### Indeferida
| Nº | Prefeito  | Prefeito  | Prefeito | Prefeito                     | Vice-prefeito | Vice-prefeito | Vice-prefeito     | Vice-prefeito | Vice-prefeito     | Coligação Partido(s)              | Ref.  |
| Nº | Candidato | Candidato | Partido  | Cargos relevantes            | Candidato     | Candidato     | Candidato         | Partido       | Cargos relevantes | Coligação Partido(s)              | Ref.  |
| -- | --------- | --------- | -------- | ---------------------------- | ------------- | ------------- | ----------------- | ------------- | ----------------- | --------------------------------- | ----- |
| 12 |           | Riverton  | PDT      | - Servidor Público Municipal |               |               | Dr. Luis da Penha | PDT           | - Médico          | Macaé Vai Voltar A Sorrir PDT PTC | [ 7 ] |

## Candidatos à vereança
A tabela a seguir apresenta o número de candidaturas em cada partido e federação, estando agrupados a partir de coligações na disputa do poder executivo. Ressalte-se que, desde a promulgação da Emenda Constitucional nº 97/2017, a coligação em eleições proporcionais não existe mais no Brasil, sendo demonstrada a coligação majoritária apenas a título de visualização agrupada.
| Coligação ao executivo                    | Partido ou federação | Partido ou federação | Candidatos     |
| ----------------------------------------- | -------------------- | -------------------- | -------------- |
| Macaé Para Todos (133 candidatos)         |                      | PODE                 | 26             |
| Macaé Para Todos (133 candidatos)         |                      | PROS                 | 26             |
| Macaé Para Todos (133 candidatos)         |                      | Cidadania            | 25             |
| Macaé Para Todos (133 candidatos)         |                      | REDE                 | 23             |
| Macaé Para Todos (133 candidatos)         |                      | PV                   | 20             |
| Macaé Para Todos (133 candidatos)         |                      | PSDB                 | 7              |
| Macaé Para Todos (133 candidatos)         |                      | PCdoB                | 6              |
| Macaé Forte Outra Vez (76 candidatos)     |                      | Patriota             | 26             |
| Macaé Forte Outra Vez (76 candidatos)     |                      | PSD                  | 26             |
| Macaé Forte Outra Vez (76 candidatos)     |                      | DEM                  | 22             |
| Macaé Forte Outra Vez (76 candidatos)     |                      | PP                   | Sem candidatos |
| Macaé Forte Outra Vez (76 candidatos)     |                      | PL                   | Sem candidatos |
| Macaé Vai Voltar A Sorrir (50 candidatos) |                      | PDT                  | 25             |
| Macaé Vai Voltar A Sorrir (50 candidatos) |                      | PTC                  | 25             |
| Para Cuidar de Macaé (43 candidatos)      |                      | PSL                  | 24             |
| Para Cuidar de Macaé (43 candidatos)      |                      | PTB                  | 18             |
| Para Cuidar de Macaé (43 candidatos)      |                      | MDB                  | Sem candidatos |
| Vai Ser Diferente (35 candidatos)         |                      | PT                   | 19             |
| Vai Ser Diferente (35 candidatos)         |                      | Avante               | 16             |
| Sem coligação                             |                      | Republicanos         | 26             |
| Sem coligação                             |                      | PRTB                 | 26             |
| Sem coligação                             |                      | Solidariedade        | 25             |
| Sem coligação                             |                      | PMB                  | 16             |
| Sem coligação                             |                      | PCO                  | 1              |
| Sem coligação                             |                      | PSTU                 | 1              |
| Fontes:                                   |                      |                      |                |

## Resultados da eleição

### Prefeito
| Candidato(a) a prefeito  | Candidato(a) a prefeito         | Candidato(a) a vice-prefeito       | Primeiro turno 15 de novembro de 2020 | Primeiro turno 15 de novembro de 2020 |
| Candidato(a) a prefeito  | Candidato(a) a prefeito         | Candidato(a) a vice-prefeito       | Total                                 | Percentagem                           |
| ------------------------ | ------------------------------- | ---------------------------------- | ------------------------------------- | ------------------------------------- |
|                          | Welberth Rezende (Cidadania)    | Chapeta (PSDB)                     | 26.060                                | 30,87%                                |
|                          | Robson Oliveira (PTB)           | Renatinha do Vôlei (PSL)           | 24.208                                | 28,67%                                |
|                          | Silvinho Lopes (DEM)            | Merrel (PL)                        | 16.737                                | 19,82%                                |
|                          | Igor (PT)                       | Livia Sá (PT)                      | 8.499                                 | 10,07%                                |
|                          | André Longobardi (Republicanos) | Pérola Negra (Republicanos)        | 3.913                                 | 4,63%                                 |
|                          | Ricardo Bichão (PRTB)           | Doutor Carlão (PRTB)               | 2.178                                 | 2,58%                                 |
|                          | Maxwell Vaz (Solidariedade)     | Subtenente Ronaldo (Solidariedade) | 1.788                                 | 2,12%                                 |
|                          | Sabrina Luz (PSTU)              | Gleidson Rocha (PSTU)              | 585                                   | 0,69%                                 |
|                          | Indio (PMB)                     | Luzia Carvalho (PMB)               | 434                                   | 0,51%                                 |
|                          | Jonas Vicente (PCO)             | Wesle Muniz (PCO)                  | 25                                    | 0,03%                                 |
|                          | Riverton (PDT)                  | Dr. Luis da Penha (PDT)            | 0                                     | 0%                                    |
| Total de votos válidos   | Total de votos válidos          | Total de votos válidos             | 84.427                                | 84.427                                |
| Votos apurados           |                                 |                                    |                                       |                                       |
| Votos válidos            | Votos válidos                   | Votos válidos                      | 84.427                                | 70,3%                                 |
| Votos em branco          | Votos em branco                 | Votos em branco                    | 4.078                                 | 3,4%                                  |
| Votos nulos              | Votos nulos                     | Votos nulos                        | 7.112                                 | 5,92%                                 |
| Total de votos apurados  | Total de votos apurados         | Total de votos apurados            | 120.094                               | 120.094                               |
| Eleitores                |                                 |                                    |                                       |                                       |
| Comparecimentos          | Comparecimentos                 | Comparecimentos                    | 120.094                               | 73,04%                                |
| Abstenções               | Abstenções                      | Abstenções                         | 44.331                                | 26,96%                                |
| Total de eleitores aptos | Total de eleitores aptos        | Total de eleitores aptos           | 164.425                               | 164.425                               |
| Total de seções: 484     |                                 |                                    |                                       |                                       |
| Fontes:                  |                                 |                                    |                                       |                                       |

### Composição da Câmara Municipal
|                          |                          |                 |                 |          |         |
| Nº                       | Partido                  | Votos populares | Votos populares | Assentos | ±       |
| Nº                       | Partido                  | Votos           | %               | Assentos | ±       |
| 19                       | PODE                     | 11.453          | 10,29%          | 2        | 2       |
| 23                       | Cidadania                | 11.224          | 10,08%          | 2        | 2       |
| 90                       | PROS                     | 10.803          | 9,7%            | 2        | 1       |
| 12                       | PDT                      | 10.675          | 9,59%           | 2        | 2       |
| 51                       | Patriota                 | 8.857           | 7,96%           | 2        | 2       |
| 55                       | PSD                      | 7.667           | 6,89%           | 1        | 1       |
| 18                       | REDE                     | 6.545           | 5,88%           | 1        | Estável |
| 45                       | PSDB                     | 6.012           | 5,4%            | 1        | 1       |
| 25                       | DEM                      | 5.641           | 5,07%           | 1        | 1       |
| 28                       | PRTB                     | 5.248           | 4,71%           | 1        | 1       |
| 14                       | PTB                      | 5.081           | 4,56%           | 1        | 1       |
| 10                       | Republicanos             | 4.397           | 3,95%           | 1        | 1       |
| 17                       | PSL                      | 4.174           | 3,75%           | 0        | -       |
| 13                       | PT                       | 4.008           | 3,6%            | 0        | 1       |
| 77                       | Solidariedade            | 2.780           | 2,5%            | 0        | -       |
| 36                       | PTC                      | 1.957           | 1,76%           | 0        | 1       |
| 50                       | PSOL                     | 1.807           | 1,62%           | 0        | -       |
| 43                       | PV                       | 1.264           | 1,14%           | 0        | -       |
| 65                       | PCdoB                    | 725             | 0,65%           | 0        | -       |
| 70                       | Avante                   | 547             | 0,49%           | 0        | -       |
| 35                       | PMB                      | 466             | 0,42%           | 0        | -       |
| Total de votos válidos   | Total de votos válidos   | 111.331         | 111.331         | 17       | 17      |
| Votos apurados           |                          |                 |                 | 17       | 17      |
| Total de votos válidos   | Total de votos válidos   | 111.331         | 92,7%           | 17       | 17      |
| Votos em branco          | Votos em branco          | 3.329           | 2,77%           | 17       | 17      |
| Votos nulos              | Votos nulos              | 4.677           | 3,89%           | 17       | 17      |
| Total de votos apurados  | Total de votos apurados  | 120.094         | 120.094         | 17       | 17      |
| Eleitores                |                          |                 |                 | 17       | 17      |
| Comparecimentos          | Comparecimentos          | 120.094         | 73,04%          | 17       | 17      |
| Abstenções               | Abstenções               | 44.331          | 26,96%          | 17       | 17      |
| Total de eleitores aptos | Total de eleitores aptos | 164.425         | 164.425         | 17       | 17      |
| Fontes:                  |                          |                 |                 |          |         |

### Vereadores eleitos
| Candidato(a) | Candidato(a)          | Partido      | Votos | Votos       | Cidade de origem  | Unidade federativa/País |
| Candidato(a) | Candidato(a)          | Partido      | Total | Percentagem | Cidade de origem  | Unidade federativa/País |
| ------------ | --------------------- | ------------ | ----- | ----------- | ----------------- | ----------------------- |
|              | Cesinha Com Todo Gás  | PROS         | 2.856 | 2,67%       | Macaé             | Rio de Janeiro          |
|              | Edson Chiquini        | PSD          | 2.830 | 2,64%       | Nilópolis         | Rio de Janeiro          |
|              | Alan Mansur           | Cidadania    | 2.474 | 2,31%       | Macaé             | Rio de Janeiro          |
|              | Paulo Paes            | DEM          | 1.898 | 1,77%       | Macaé             | Rio de Janeiro          |
|              | Iza Vicente           | REDE         | 1.877 | 1,75%       | Cabo Frio         | Rio de Janeiro          |
|              | Luiz Matos            | Republicanos | 1.873 | 1,75%       | Rio de Janeiro    | Rio de Janeiro          |
|              | Thales Coutinho       | PODE         | 1.822 | 1,7%        | Macaé             | Rio de Janeiro          |
|              | Tico Jardim           | PROS         | 1.817 | 1,7%        | Macaé             | Rio de Janeiro          |
|              | Rafael Amorim         | PDT          | 1.795 | 1,68%       | Macaé             | Rio de Janeiro          |
|              | Professor Guto Garcia | PDT          | 1.625 | 1,52%       | Macaé             | Rio de Janeiro          |
|              | George Jardim         | PSDB         | 1.471 | 1,37%       | Casimiro de Abreu | Rio de Janeiro          |
|              | Rond Macaé            | Patriota     | 1.457 | 1,36%       | Macaé             | Rio de Janeiro          |
|              | Luciano Diniz         | Cidadania    | 1.426 | 1,33%       | Macaé             | Rio de Janeiro          |
|              | Reginaldo do Hospital | PODE         | 1.389 | 1,3%        | São Paulo         | São Paulo               |
|              | José Prestes          | PTB          | 1.347 | 1,26%       | Macaé             | Rio de Janeiro          |
|              | Professor Michel      | Patriota     | 1.039 | 0,97%       | Niterói           | Rio de Janeiro          |
|              | Amaro Luiz            | PRTB         | 972   | 0,91%       | Macaé             | Rio de Janeiro          |
| Fontes:      |                       |              |       |             |                   |                         |